# Dwór w Leńczach
Dwór w Leńczach – zabytkowy dwór z 1. połowy XIX w., znajdujący się w północnej części wsi Leńcze. Wybudowany został przez właścicieli Leńcz (dawniej Leńcze Górne) – rodzinę Brandysów. Obecnie obiekt pełni funkcję hotelową.

## Architektura
Dwór jest budynkiem dwukondygnacyjnym, zbudowanym na rzucie prostokąta. Elewacja frontowa jest symetryczna, pięcioosiowa, z ryzalitami. Parter ozdobiony jest boniowaniem, a wyższe kondygnacje oddzielone wąskim gzymsem i ozdobione lizenami. Dwór przekryty jest dwuspadowym dachem z naczółkami. Budynek jest murowany, o symetrycznym układzie wnętrza, które podzielone jest na dwa trakty z centralną sienią.

## Właściciele
- 2. połowa XIX w.– Józefina Brandys h. Radwan[2]
- 1883 – spadkobiercy Stanisława Chylewskiego i Józefiny Brandys[2]
- 1890 – Józefa Modliszewska i Wiktoria Drohojewska[2]
- 1905 – Maria i Andrzej Wysoccy[2]
- okres międzywojenny – baron Jan Przychocki[2]
- 1945 – majątek przejęty przez skarb państwa i sparcelowany[2]
- 1957 – nadleśnictwo w Andrychowie
- 1984 – zdewastowany dwór wraz z parkiem i zabudowaniami gospodarczymi zakupił Jan Raczek; przeprowadzono remont obiektu